# Adicella cremisa
Adicella cremisa är en nattsländeart som beskrevs av Malicky 1972. Adicella cremisa ingår i släktet Adicella och familjen långhornssländor. Inga underarter finns listade i Catalogue of Life.